# Pierre Restany

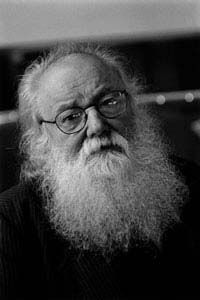
Pierre Restany, 1998 (Foto: Erling Mandelmann)

Pierre Restany (* 24. Juni 1930 in Amélie-les-Bains, Département Pyrénées-Orientales; † 29. Mai 2003 in Paris) war ein international bekannter französischer Kunstkritiker, Kulturphilosoph und Namensgeber der Gruppe Nouveaux Réalistes.

## Leben und Wirken
Pierre Restany, geboren im Département Pyrénées-Orientales, wuchs in Casablanca auf, zog 1949 nach Frankreich, besuchte in Paris das Lycée Henri IV und erhielt seine wissenschaftliche Ausbildung in Frankreich, Irland und Italien. In Paris bekam er Kontakt zur Kunstwelt. Seine ersten Schriften verfasste er seit 1952 für die Zeitschrift Cimaise. Er setzte sich für den Maler Jean Fautrier ein, lernte 1955 Yves Klein kennen und befasste sich mit der Lyrischen Abstraktion in seiner Veröffentlichung Lyrisme et abstraction, 1958.

### Yves Klein
Im Oktober 1955 lernte Pierre Restany den jungen Maler Yves Klein kennen, der seine Monochromes in der Editions Lacoste in Paris erstmals ausstellte. Restany entwickelte zu dieser idealistischen Künstlerpersönlichkeit eine spontane Zuneigung und fand zu dessen Ideen einen emotionalen Zugang. Klein, obgleich utopischer Träumer, hatte eine klare künstlerische Haltung, war aber als „[…] ein Seiltänzer zwischen Genie und Scharlatan […]“ bei der Verbreitung seiner Konzeption auf Kunstkritiker angewiesen. Der Künstler fand in Restany einen kongenialen Interpreten, der seinen künstlerischen Ansatz intuitiv verstand, eine Fähigkeit, die Klein als „direkte Kommunikation“ bezeichnete. Restany wurde nicht nur engster Vertrauter des Künstlers, er wurde dessen vehementester Fürsprecher und formulierte fortan die literarischen und theoretischen Grundlagen zu Kleins künstlerischen Positionen.
Bereits bei ihrer ersten Begegnung bei Lacoste verabredeten sie, dass Restany für den Ausstellungskatalog Yves – Propositions monochromes (monochrome Vorschläge) der Galerie Colette Allendy das Vorwort schreiben solle. Die Ausstellung eröffnete Restany im Februar 1956 mit einer Rede, die mit den Worten „La minute de vérité. A tous les intoxiqués de la mashine et de la grande ville, les fénétiques du rhythme et les masturbés du réel, YVES propose une très enrichissante cure de silence asthénique […]“ („Die Minute der Wahrheit. Allen von der Maschinerie und der Großstadt berauschten, den frenetischen Anhängern des Rhythmus und den Realitätsmasturbierern schlägt YVES eine sehr bereichernde Kur des asthenischen Schweigens vor […]“) begann.
Die Ausstellung Yves – Propositions monochrome wurde anschließend in der Galerie Apollinaire in Mailand, ab 31. Mai 1957 in Zusammenarbeit mit der Pariser Galerie Iris Clert bei Alfred Schmela in Düsseldorf und im gleichen Jahr in der Galerie One in London gezeigt. Im April 1958 stellte die Galerie Iris Clert die Performance Le Vide (Die Leere) von Yves Klein vor, die legendär wurde und zu deren Eröffnung allein 3000 Besucher kamen. Auf der Einladungskarte lud Restany die Kunstfreunde ein, der „Manifestation einer Wahrnehmungssynthese“ beizuwohnen, die Kleins „[…] malerische Suche nach einer ekstatischen und unmittelbar mitteilbaren Emotion […]“ rechtfertigte. Restany formulierte während der Ausstellung den Titel Die Leere in das für treffender befundene „Die Spezialisierung der Sensibilität im Urzustand als dauerhafte malerische Sensibilität“ um. In der Ausstellung waren keine Kunstwerke zu sehen, die makellos weißen, von Neonröhren beleuchteten Wände der Galerieräume waren völlig leer.
Nach der Ausstellung Monochrome Malerei 1960 in der Städtischen Galerie Leverkusen gründeten Klein und Restany mit Freunden das International Klein Bureau, das auch die Patentierung des legendären I.K.B (International Klein Blue), Kleins bevorzugtem Malgrund, vorantrieb.

### Nouveau Réalisme
In den 1960er Jahren begann Restany, über die aktuelle Kunst, den Nouveau Réalisme, zu publizieren. Er wurde der theoretische Kopf der Gruppe, die im Stil so uneinheitlich war wie die Surrealisten und die amerikanische Pop Art. Am 16. April 1960 fand eine erste Ausstellung, Les Nouveaux Réalistes, in der Galerie Apollinaire in Mailand statt, der den Namen der Gruppe prägte. Das erste Manifest mit dem Titel Manifeste des Nouveaux Réalistes wurde am 27. Oktober 1960 von neun Künstlern in Yves Kleins Atelier unterschrieben. Zu der neuen losen Künstlervereinigung gehörten als Unterzeichner neben Restany Yves Klein, Arman, Jean Tinguely, Daniel Spoerri, Martial Raysse, Raymond Hains, Jacques de la Villeglé und François Dufrêne, später folgten César, Mimmo Rotella, Gérard Deschamps, Niki de Saint Phalle und Christo. Was sie einte, war die Vorstellung vom Verhältnis zwischen Kunst und Realität. Restanys Philosophie lautete:
„Die ‚Nouveaux Réalistes‘ sind sich ihrer kollektiven Einzigartigkeit bewusst geworden. Nouveau Réalisme = neue Annäherung der Wahrnehmungsfähigkeit an das Reale“.
Zwischen 1961 und 1967 wurde die Galerie J in Paris, betrieben von seiner zweiten Frau Jeannine de Goldschmidt-Rothschild, zu einem wichtigen Ort für Restanys Philosophie. Au 40° (Quarante degrés) au dessus de Dada (Vierzig Grad über Dada), das zweite Manifest, war zugleich der Titel der ersten Ausstellung der Galerie J im Mai 1961. Die Galerie zeigte in den folgenden Jahren Künstler wie Cy Twombly, Jasper Johns und Robert Rauschenberg. Seit 1963 arbeitete Restany mit dem Kunst- und Architekturmagazin Domus zusammen und verfasste vierteljährlich erscheinende Rezensionen im Magazin Ars. Die Gruppe der Nouveaux Réalistes löste sich im Jahr 1970 auf. 1974 veröffentlichte Pierre Restany die erste Monographie über Yves Klein bei Hachette in Paris, der 1982 eine zweite Publikation mit dem Titel Yves Klein folgte, die zum Standardwerk über den Künstler wurde.

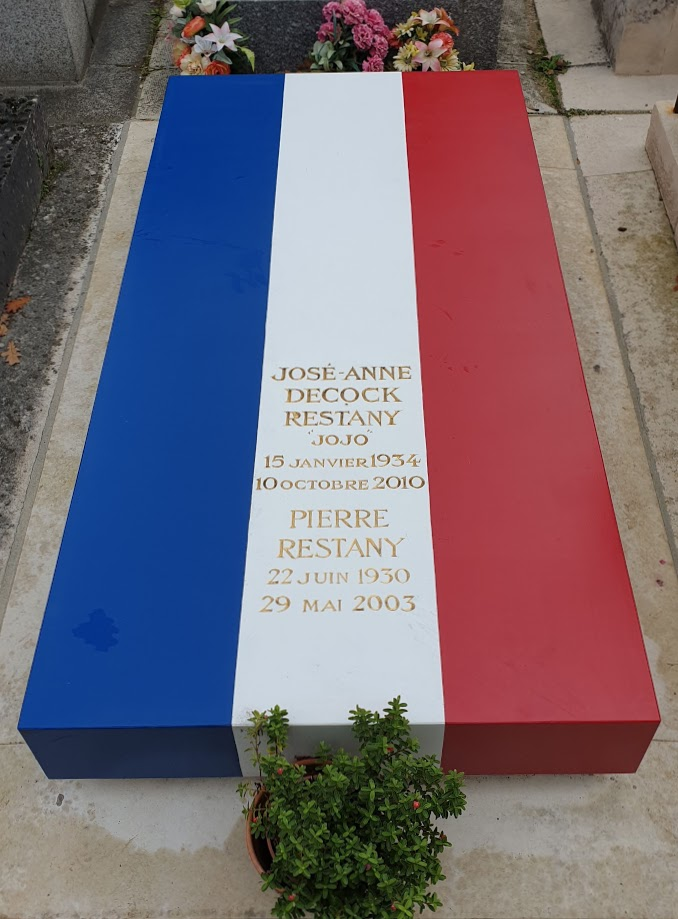
Grabstätte von Pierre Restany auf dem Pariser Friedhof Montparnasse

Seit den 1960er Jahren reiste Pierre Restany durch Europa, Asien und den amerikanischen Kontinent. Im Sommer 1978 unternahm er gemeinsam mit den Künstlern Sepp Baendereck und Frans Krajcberg eine Bootsreise auf dem Amazonas. Das Reiseerlebnis reflektierte er in „Le Manifeste du Río Negro“, das er im Urwald niederschrieb. 1988 hielt Restany im Rahmen einer Ausstellung von Günther Uecker in der Tretjakow-Galerie in Moskau eine Reihe von Vorträgen zum Stand der westlichen Kunst. Im Januar 1989 traf er in Mailand Dmitri Lichatschow, Mitglied der Sowjetischen Akademie der Wissenschaften und erster Präsident der Russischen Stiftung für Kultur, der zur Eröffnung einer Ausstellung über die Russische Avantgarde angereist war. Seit 1999 widmete er sich beim Palais de Tokyo in Paris der Förderung junger zeitgenössischer Künstler. Im Frühjahr 2002 nahm Pierre Restany an der von Sarah Wilson kuratierten Ausstellung Paris. Capital of the Arts 1900–1968 der Royal Academy in London teil.
Kurz vor seinem 73. Geburtstag starb Restany am 29. Mai 2003 in Paris; seine Grabstelle befindet sich auf dem Cimetière Montparnasse.

## Rezeption
Im Jahr 2000 veröffentlichten Les éditions Jacqueline Chambon in Nîmes eine Anthologie der theoretischen Schriften Pierre Restanys unter dem programmatischen Titel „Avec le Nouveau Réalisme, sur l'autre face de l'art“.

## Schriften (Auswahl)
- Die Macht der Kunst. Hundertwasser, der Maler-König mit den fünf Häuten. Aus dem Französischen von Philip Mattson. Taschen, Köln 2001, ISBN 978-3-8228-6598-9.
- Yves Klein. Aus dem Französischen von Rudolf Kimmig. Schirmer/Mosel, München 1982, ISBN 3-921375-71-1.
- Le Livre Rouge de la Revolution Picturale. Edition Apollinaire, Mailand 1969.
- La vie este belle, n’est-ce-pas, cher Vostell. In: Wolf Vostell, Galerie Lavignes Bastille, Paris 1990 (ohne ISBN)[17]
- Le Timbre d’Artiste. Lieu privilégié de l’identité poétique. In: Marie-Claude Le Floc’h Vellay (Vorw.): d’Artistes. Timbres. Editions Musée de la Poste, Paris 1994, ISBN 2-905412-21-6, S. 11–12; S. 209–210 (französisch/englisch)
- Un vraie européen. In: Karl Ruhrberg (Hrsg.): Alfred Schmela. Galerist · Wegbereiter der Avantgarde. Wienand, Köln 1996, ISBN 3-87909-473-X, S. 148–152 (französisch/deutsch)